# Département de l'Agriculture (Irlande)
Pour les articles homonymes, voir Département de l'Agriculture.
Le département de l'Agriculture, de l'Alimentation et de la Marine (Department of Agriculture, Food and the Marine, en anglais, An Roinn Talmhaíochta, Bia agus Mara, en irlandais) de l'Irlande est le département ministériel qui doit assurer le développement durable d'un secteur agro-alimentaire compétitif et centré sur le consommateur et contribuer à une économie et une société rurales dynamiques.
Il est actuellement dirigé par Charlie McConalogue, membre du Fianna Fáil.

## Fonctions
Dans l'exercice de son mandat, le département assume une variété de fonctions, incluant le conseil et le développement politique dans tous ses domaines de responsabilité ; la représentation de l'Irlande sur la scène internationale dans le domaine agricole, notamment auprès de l'Union européenne ; le développement et la mise en œuvre des schémas nationaux et européens de soutien à l'agriculture, à l'alimentation, au développement rural et à l'environnement rural ; le suivi et le contrôle de la sécurité alimentaire ; le contrôle et l'audit des dépenses publiques placées sous son autorité ; la régulation de l'agriculture et des industries alimentaires, au moyen de la réglementation européenne ; le suivi et le contrôle de la santé animal et végétal, et du bien-être animal ; le suivi et la direction des organes de l'État engagés dans la formation et le conseil pour la recherche, le développement et la promotion du marché, la régulation et le développement de l'industrie et les activités commerciales ; ainsi que la fourniture directe de services de soutien à l'agriculture et à l'alimentation.

## Historique

### Organisation
Le siège officiel est installé à Kildare Street, Dublin 2. Plusieurs ministres travaillent en coopération :
- Ministre de l'Agriculture, de l'Alimentation et de la Marine : Charlie McConalogue
  - Secrétaire d’État à l'Aménagement du territoire et à la Biodiversité : Pippa Hackett
  - Secrétaire d’État à la Recherche et au Développement, à la Sécurité agricole et au Développement des nouveaux marchés : Martin Heydon
- Secrétaire général du département : Brendan Gleeson

### Histoire
Le département de l'Agriculture a été créé lors de l'une des toutes premières réunions du Dáil Éireann, en 1919, sous le nom de « département de l'Agriculture », ayant à sa tête Robert Barton. Il change de titre en 1924 pour devenir le « département des Terres et de l'Agriculture » (Department of Lands and Agriculture), retrouvant sa précédente nomination en 1930. En 1965, il est renommé en « département de l'Agriculture et de la Pêche » (Department of Agriculture and Fisheries), mais redevient en 1977 le « département de l'Agriculture » (Department of Agriculture).
Dix ans plus tard, il devient le « département de l'Agriculture et de l'Alimentation » (Department of Agriculture and Food), avant d'être renommé en 1993 « département de l'Agriculture, de l'Alimentation et des Forêts » (Department of Agriculture, Food and Forestry).
Il retrouve en 1997 son nom de « département de l'Agriculture et de l'Alimentation », étant rebaptisé « département de l'Agriculture, de l'Alimentation et du Développement rural » deux ans plus tard, puis il récupère son précédent titre en 2002. En 2007, il prend le nom de « département de l'Agriculture, de la Pêche et de l'Alimentation » ('Department of Agriculture, Fisheries and Food).
Dans le 29e gouvernement, formé le 9 mars 2011, il est renommé « département de l'Agriculture, de l'Alimentation et de la Marine » (Department of Agriculture, Food and the Marine).
- Département de l'Agriculture (1919-1924)
- Département des Terres et de l'Agriculture (1924-1928)
- Département de l'Agriculture (1928-1965)
- Département de l'Agriculture et de la Pêche (1965-1977)
- Département de l'Agriculture (1977-1987)
- Département de l'Agriculture et de l'Alimentation (1987-1993)
- Département de l'Agriculture, de l'Alimentation et des Forêts (1993-1997)
- Département de l'Agriculture et de l'Alimentation (1997-1999)
- Département de l'Agriculture, de l'Alimentation et du Développement rural (1999-2002)
- Département de l'Agriculture et de l'Alimentation (2002-2007)
- Département de l'Agriculture, de la Pêche et de l'Alimentation (2007-2011)
- Département de l'Agriculture, de l'Alimentation et de la Marine (2011-en cours)

### Titulaires
| Rang  | Nom | Nom                      | Dates             | Dates             | Durée                       | Parti |
| ----- | --- | ------------------------ | ----------------- | ----------------- | --------------------------- | ----- |
| 1.    |     | Robert Barton            | 2 avril 1919      | 26 août 1921      | 2 ans, 4 mois et 24 jours   | SF    |
| 2.    |     | Art O'Connor             | 26 août 1921      | 9 janvier 1922    | 4 mois et 14 jours          | SF    |
| 3.    |     | Patrick Hogan            | 11 janvier 1922   | 9 mars 1932       | 10 ans, 1 mois et 27 jours  | CnaG  |
| 4.    |     | James Ryan               | 9 mars 1932       | 21 janvier 1947   | 14 ans, 10 mois et 12 jours | FF    |
| 5.    |     | Paddy Smith              | 21 janvier 1947   | 18 février 1948   | 1 an et 28 jours            | FF    |
| 6.    |     | James Dillon             | 18 février 1948   | 13 juin 1951      | 3 ans, 3 mois et 26 jours   | Aucun |
| 7.    |     | Thomas Walsh             | 13 juin 1951      | 2 juin 1954       | 2 ans, 11 mois et 20 jours  | FF    |
| (6.)  |     | James Dillon             | 2 juin 1954       | 20 mars 1957      | 2 ans, 9 mois et 18 jours   | FG    |
| 8.    |     | Frank Aiken              | 20 mars 1957      | 16 mai 1957       | 1 mois et 26 jours          | FF    |
| 9.    |     | Seán Moylan              | 16 mai 1957       | 16 novembre 1957  | 6 mois                      | FF    |
| a.i.  |     | Frank Aiken              | 16 novembre 1957  | 27 novembre 1957  | 11 jours                    | FF    |
| (5.)  |     | Paddy Smith              | 27 novembre 1957  | 8 octobre 1964    | 6 ans, 10 mois et 11 jours  | FF    |
| 10.   |     | Charles Haughey          | 8 octobre 1964    | 10 novembre 1966  | 2 ans, 1 mois et 2 jours    | FF    |
| 11.   |     | Neil Blaney              | 10 novembre 1966  | 7 mai 1970        | 3 ans, 5 mois et 27 jours   | FF    |
| 12.   |     | Jim Gibbons              | 7 mai 1970        | 14 mars 1973      | 2 ans, 10 mois et 7 jours   | FF    |
| 13.   |     | Mark Clinton             | 14 mars 1973      | 5 juillet 1977    | 4 ans, 3 mois et 21 jours   | FG    |
| (12.) |     | Jim Gibbons              | 5 juillet 1977    | 11 décembre 1979  | 2 ans, 5 mois et 6 jours    | FF    |
| 14.   |     | Ray MacSharry            | 12 décembre 1979  | 30 juin 1981      | 1 an, 6 mois et 18 jours    | FF    |
| 15.   |     | Alan Dukes               | 30 juin 1981      | 9 mars 1982       | 8 mois et 7 jours           | FG    |
| 16.   |     | Brian Lenihan, Snr       | 9 mars 1982       | 14 décembre 1982  | 9 mois et 5 jours           | FF    |
| 17.   |     | Austin Deasy             | 14 décembre 1982  | 10 mars 1987      | 4 ans, 2 mois et 24 jours   | FG    |
| 18.   |     | Michael O'Kennedy        | 10 mars 1987      | 14 novembre 1991  | 4 ans, 8 mois et 4 jours    | FF    |
| 19.   |     | Michael Woods            | 14 novembre 1991  | 11 février 1992   | 2 mois et 28 jours          | FF    |
| 20.   |     | Joe Walsh                | 11 février 1992   | 15 décembre 1994  | 2 ans, 10 mois et 4 jours   | FF    |
| 21.   |     | Ivan Yates               | 15 décembre 1994  | 26 juin 1997      | 2 ans, 6 mois et 11 jours   | FG    |
| (20.) |     | Joe Walsh                | 26 juin 1997      | 29 septembre 2004 | 7 ans, 3 mois et 3 jours    | FF    |
| 22.   |     | Mary Coughlan            | 29 septembre 2004 | 7 mai 2008        | 3 ans, 7 mois et 8 jours    | FF    |
| 23.   |     | Brendan Smith            | 7 mai 2008        | 9 mars 2011       | 2 ans, 10 mois et 2 jours   | FF    |
| 24.   |     | Simon Coveney            | 9 mars 2011       | 6 mai 2016        | 5 ans, 1 mois et 27 jours   | FG    |
| 25.   |     | Michael Creed            | 6 mai 2016        | 27 juin 2020      | 4 ans, 1 mois et 21 jours   | FG    |
| 26.   |     | Barry Cowen              | 27 juin 2020      | 14 juillet 2020   | 17 jours                    | FF    |
| 27.   |     | Micheál Martin (intérim) | 14 juillet 2020   | 15 juillet 2020   | 1 jour                      | FF    |
| 28.   |     | Dara Calleary            | 15 juillet 2020   | 21 août 2020      | 1 mois et 6 jours           | FF    |
| (27.) |     | Micheál Martin (intérim) | 21 août 2020      | 2 septembre 2020  | 12 jours                    | FF    |
| 29.   |     | Charlie McConalogue      | 2 septembre 2020  | en cours          | 4 ans, 6 mois et 18 jours   | FF    |